# Richard Münnich
Richard Karl Emil Münnich (* 7. Juni 1877 in Berlin; † 4. Juli 1970 in Weimar) war ein deutscher Musikwissenschaftler und Musikpädagoge. Sein Vater war der Komponist Rudolf Münnich.

## Biografie
Münnich studierte Musikwissenschaft, Germanistik und Philosophie an der Berliner Universität und promovierte 1902 mit einer Dissertation über Johann Kuhnaus Leben. Zwischen 1902 und 1905 war er Mitarbeiter an der Obrecht-Gesamtausgabe bzw. an den Denkmälern deutscher Tonkunst. Von 1904 bis 1908 unterrichtete er Musikgeschichte am Riemannschen Konservatorium in Berlin, ab 1908 Klavier, Musiktheorie und Gehörbildung am dortigen Klindworth-Scharwenka-Konservatorium. 
Auf Anregung von Georg Rolle nahm Münnich 1908 daneben eine Stelle als Gesangs- und Musiklehrer an einer Berliner Realschule an, wo er, von 1913 bis 1934 festangestellt, zunehmend Einfluss auf dem Gebiet der Musikpädagogik gewann. Als einer der ersten Studienräte für Musik 1924 wurde er ein Jahr später Mitglied der Prüfungsämter und 1927 Leiter des ersten Fachseminars für Schulmusik-Referendare. Gleichzeitig beteiligte er sich an der Herausgabe der Monatsschrift für Schulmusikpflege (1918–1921) und der Zeitschrift für Schulmusik (1928–1934). 
Parallel engagierte sich Münnich, der 1918 den Verband der akademisch gebildeten Musiklehrer Preußens gegründet hatte, intensiv in der Schulpolitik: 1920 war er Teilnehmer an der Reichsschulkonferenz, 1924/25 Kommissionsmitglied für die Richertsche Schulreform und 1928 bis 1932 Fachberater für Schulmusik im Berliner Ministerium. Zum 1. August 1932 trat er der NSDAP bei. 1934 ließ sich Münnich, der von 1929 bis 1933 auch an der Berliner Akademie für Kirchen- und Schulmusik gearbeitet hatte, in den Ruhestand versetzen und übersiedelte nach Naumburg (Saale). 1935 erhielt er einen Ruf als Professor für Musikwissenschaft an die Musikhochschule Weimar, wo er drei Jahre später auch die Leitung des Instituts für Schulmusik übernahm (bis 1947). 
Da Münnich seine NSDAP-Mitgliedschaft verschwieg, behielt er nach dem Krieg seine Position und übernahm von Anfang 1948 bis Mitte 1949 sogar die Leitung der Abteilung Musikwissenschaft. Nach seiner Emeritierung 1949 blieb Münnich noch bis 1964 Lehrbeauftragter. 1957 wurde er zum Ehrensenator ernannt.

## Bedeutung
Obwohl nicht unumstritten, war Münnich der Praxis-Vertreter in den Schulmusikreformen der 1920er Jahre (Kestenberg-Reformen), insbesondere als Mitverfasser der für alle deutschen Länder beispielgebenden Richtlinien von 1925. In einem Tonsilbensystem namens Jale (1930) gelang es ihm, die Vorzüge der Tonika-Do-Lehre und des eitzschen Tonworts miteinander zu verbinden. Die Durtonleiter hieß ja, le, mi, ni, ro, su, wa, ja; durch Vokal- und Konsonantenwechsel entstand ein vollständig chromatisiertes System. Dieses System kam im Musikunterricht der DDR zur Anwendung. Münnichs Vielseitigkeit als Musiklehrer im Schulbetrieb, als ausbildender Dozent in der ersten und zweiten Lehramts-Phase sowie als Fachpolitiker machte ihn zu einem „Bilderbuch-Schulmusiker“ für die höheren Schulen. In den 1950er und 1960er Jahren, vermittelt durch seine Schüler Albrecht Krauß (1914–1989) und Helmut Großmann (1914–2001), avancierte er zur absoluten Vorbildfigur für die Weimarer Schulmusik.

## Schriften
- Richard Münnich: JALE. Ein Beitrag zur Tonsilbenfrage und zur Schulmusikpropädeutik, Lahr 1930